# Repeater (album)
Repeater è un album dei Fugazi, pubblicato nel 1990 dall'etichetta Dischord Records (di loro proprietà). È da ritenersi il primo vero album del gruppo, dato che il precedente 13 Songs del 1989 era una raccolta che comprendeva gli EP Fugazi e Margin Walker.
È considerato da molti critici uno degli album più importanti degli anni '90. Secondo Piero Scaruffi è uno dei dischi più rivoluzionari dell'intera storia del rock, capostipite del post-hardcore e influenza determinante per tutto il punk del decennio.

## Tracce

### Repeater
1. Turnover – 4:16
2. Repeater – 3:01
3. Brendan #1 – 2:32
4. Merchandise – 2:59
5. Blueprint – 3:52
6. Sieve-Fisted Find – 3:24
7. Greed – 1:47
8. Two Beats Off – 3:28
9. Styrofoam – 2:34
10. Reprovisional – 2:18
11. Shut the Door – 4:49

### 3 Songs
1. Song #1 – 2:54
2. Joe #1 – 3:01
3. Break-In – 1:32

## Formazione
- Ian MacKaye - chitarra, pianoforte, voce
- Guy Picciotto - chitarra, voce
- Joe Lally - basso
- Brendan Canty - batteria